# El último exorcismo
The Last Exorcism es una película de horror dirigida y editada por Daniel Stamm y protagonizada por Patrick Fabian, Iris Bahr y Louis Herthum.
Basada en hechos reales. La película habla de la futura posesión de Lucía Prieto, la mamá de Molly, desde la perspectiva de un desilusionado ministro evangélico, que años después de representar exorcismos decide participar en un documental cronológico donde expondrá un último exorcismo como el fraude de su ministerio. Después de recibir una carta de un granjero pidiendo ayuda para expulsar al diablo, él se reúne con la hija del afligido granjero.

## Argumento
El reverendo Cotton Marcus (Patrick Fabian) vive en Baton Rouge, Luisiana, con su esposa e hijo. Marcus, quien perdió su fe después del nacimiento de su hijo enfermo, está acostumbrado a realizar exorcismos falsos en las personas "poseídas". Él está de acuerdo en participar en un documental diseñado para exponer el exorcismo como un fraude, trabajando con un equipo de filmación compuesto por la productora / directora Reisen Iris (Iris Bahr) y el camarógrafo Daniel Moskowitz (Adam Grimes). Él elige una solicitud de exorcismo enviada por el agricultor Louis Sweetzer (Louis Herthum), quien afirma que estilo de vida ha sido alterado por su hija Nell (Ashley Bell), quien está poseída.
Después de escuchar los detalles del caso, Marcus asume que Nell está poseída por un poderoso demonio llamado Abalám. Antes del exorcismo, Marcus embauca a la familia haciéndoles creer que él expulsará al demonio. Después del ritual, Marcus y el equipo de filmación, creen que han curado a Nell de un estado mental que se diagnostica como una posesión. Esa noche, Nell aparece en la habitación de Marcus, aparentemente mal. Marcus lleva a Nell al hospital para someterla a algunas pruebas, que concluyen que Nell se encuentra en perfectas condiciones físicas. Marcus va a ver al pastor de Louis, Joseph Manley. Manley le informa que no ha visto a Nell por dos años. Por la mañana, Louis lleva a Nell de vuelta a casa, pero ésta se encuentra encadenada a la cama después de que ella le cortara la cara a su hermano Caleb (Caleb Landry Jones) con un cuchillo. Esa noche, el equipo encuentra un dibujo de un gato muerto.
Nell les roba su cámara y entra en el granero de su padre, donde apuñala a un gato hasta la muerte mientras lo filma. Luego regresa a la casa y se acerca a Marcus con la cámara, y justo cuando está a punto de hacer contacto, el equipo la detiene y descubre dos más de sus pinturas. La primera representa a Marcus de pie, delante de una gran llama, sosteniendo un crucifijo. La segunda muestra los cadáveres del equipo: Marcus consumido por el fuego de la otra imagen, Iris cortada en pedazos con un hacha, y Dan decapitado. Cuando todo el mundo se entera de que Nell está embarazada, Marcus acusa a Luis de incesto, lo que él niega, e insiste en que Nell es virgen y que ha sido contaminada por el demonio. El equipo tiene un enfrentamiento con Nell, quien corta la mano de Marcus con un par de tijeras y huye. El equipo decide irse y cuando ven a Nell sentada en el porche, Marcus se acerca a ella y le fuerza. Louis está a punto de matar a Nell con su escopeta, mientras Nell le está pidiendo que lo haga. Para evitar que Louis la mate, Marcus le da esperanza con la decisión de intentar otro exorcismo.
Marcus se enfrenta a la entidad, Abalam, que se compromete a liberar a Nell sólo si Marcus puede permanecer en silencio durante diez segundos. Abalam comienza rompiendo los dedos de Nell, después de romper tres de sus dedos, Marcus le grita a Abalam que se detenga. Abalam le pregunta si quiere una felación. Marcus se da cuenta de que un demonio sabría el nombre real del acto sexual y llega a la conclusión de que Nell no es un demonio, sino una chica muy perturbada. Nell estuvo angustiada por haber perdido su virginidad con un chico llamado Logan, dando por resultado su colapso mental en lugar de una posesión. Marcus decide ir en busca del Pastor Manley. En su camino a casa, Marcus y el equipo conocen a Logan, quien explica que el único contacto que tuvo con Nell fue una breve conversación hace seis meses en una fiesta celebrada en la casa del Pastor Manley. Logan admite que es gay y, por lo tanto, no tuvo relaciones sexuales con ella. Marcus se da cuenta de que el pastor Manley estaba mintiendo acerca de no haber visto a Nell por dos años. Regresa a la granja Sweetzer, donde se encuentran con numerosos símbolos de ocultismo y contracultura en las paredes, Nell y Louis no están.
Marcus y el equipo se introducen en el bosque, donde ven un gran incendio y una congregación de encapuchados ocultistas, liderados por el pastor Manley. Louis está atado y amordazado mientras varios encapuchados rezan en torno a un altar, encima del cual Nell está sujeta. Ella da a luz a un niño inhumano, mientras que su padre observa con impotencia. Manley lanza al niño al fuego, lo que hace que el fuego crezca más rápidamente mientras rugidos demoníacos emanan desde el interior. En ese momento Marcus vuelve a encontrar la fe y la determinación, toma su cruz y se precipita hacia el fuego para combatir el mal. Iris y Daniel son descubiertos; Iris es abordada por un miembro de la congregación, que la mata con un hacha. Caleb decapita a Daniel y la cámara se desconecta.

## Reparto
- Patrick Fabian como Cotton Marcus.[6]
- Ashley Bell como Nell Sweetzer.[7]
- Iris Bahr como Iris Reisen.[8]
- Louis Herthum como Louis Sweetzer.[9]
- Caleb Landry Jones como Caleb Sweetzer.[10]
- Tony Bentley como Pastor Manley.[11]
- Shanna Forrestall como Mrs. Marcus[12]
- Becky Fly como Becky.[13]
- Denise Lee como enfermera.[14]
- Logan Craig Reid como Logan.[15]
- Iris Bahr como Iris.
- Jamie Alyson Caudle como adorador de Satán.
- Allen Boudreaux como adorador de Satán.
- Cy Fahrenholtz como Congregado.
- Geraldine Glenn como Iglesia Parroquial.
- Cynthia LeBlanc como Iglesia Parroquial.
- Elton LeBlanc como Iglesia Parroquial.
- Christine Standfill como Iglesia Parroquial.
- Sarah J. como feligresa de la iglesia.
- Justin Shafer como Justin Marcus.

## Producción
The Last Exorcism fue dirigida por el cineasta independiente alemán Daniel Stamm y producida por Eric Newman, Eli Roth, Marc Abraham y Thomas A. Bliss. La película fue rodada usando una cámara gratis, bajo filmada en 'metraje encontrado' (Daniel Stamm fue anteriormente el director de A Necessary Death, otra película en 'metraje encontrado'). Strike Entertainment y StudioCanal asumieron el teatro listo.

## Estreno
La premier del film fue el 25 de enero de 2010 es parte del Festival de Cine de Sundance y parte del Festival de Cine de South by Southwest del 2010. El 12 de febrero de 2010 Lions Gate guardó el listo para el US Distribution y es el plato del estreno de la película el 27 de agosto de 2010. El film bajo corre en el LA Film Festival el 17 de junio de 2010 y fue aquí narrado por Eli Roth. The Last Exorcism fue la última pizarra interactiva el 30 de agosto de 2010 en el Film4 FrightFest del 2010. El estreno del DVD y Blu-Ray vendrán por StudioCanal.
Bloody Disgusting habló el estreno de la Convención Internacional de Cómics de San Diego del 2010 y el segundo estreno el 24 de julio de 2010 es narrado por Eli Roth.

### Campaña viral
The Last Exorcism usó Chatroulette como el medio de la campaña viral envolviendo a una niña donde desabotonaba su top seductivamente, después se detiene y se transforma en un monstruo. Al final, el URL del sitio web oficial de la película aparece en la pantalla.

### Home Media
The Last Exorcism fue anunciado para el estreno en DVD y Blu-Ray el 4 de enero de 2011.

## Recepción

### Crítica
The Last Exorcism fue recibido generalmente con críticas positivas, generando un 71% de la audiencia por el agregar reseña Rotten Tomatoes, con el beneplácito del sitio. La película recibió un 63 % en Metacritic, indicando "críticas generalmente favorables". Actualmente la película obtuvo un B- basado en veinte críticas en Yahoo! Movies.

### Taquilla
The Last Exorcism se abrió en el número dos de la semana en la taquilla de EE. UU. el 27 de agosto de 2010. Recaudándo $20 366 613 de 2874 teatros en los primeros tres días. The Last Exorcism tuvo un presupuesto de $1 800 000. La película llegó en el top cinco, apareciendo en el lugar cuatro en la segunda semana.